# Clinging to a Scheme
Clinging to a Scheme è il terzo album in studio del gruppo musicale svedese The Radio Dept., pubblicato nel 2010.

## Tracce
1. Domestic Scene – 2:25
2. Heaven's on Fire – 3:32
3. This Time Around – 3:46
4. Never Follow Suit – 4:09
5. A Token of Gratitude – 4:07
6. The Video Dept. – 3:25
7. Memory Loss – 4:17
8. David – 3:32
9. Four Months in the Shade – 1:50
10. You Stopped Making Sense – 3:54